# 112 (število)
112 (stó dvánajst ali stó dvanájst) je naravno število, za katero velja 112 = 111 + 1 = 113 - 1.

## V matematiki
- sestavljeno število.
- sedmo sedemkotniško število.
- sedmo Zuckermanovo število v bazi 10: {\displaystyle 112\mid 1\cdot 1\cdot 2=2\,\!}.
- 112 = 11 + 13 + 17 + 19 + 23 + 29.
- Harshadovo število.
- Zumkellerjevo število.
- število točk Ljubljanskega grafa.

## Drugo

### Leta
- 112 pr. n. št.
- 112, 1112, 2112